# Пісня Симеона

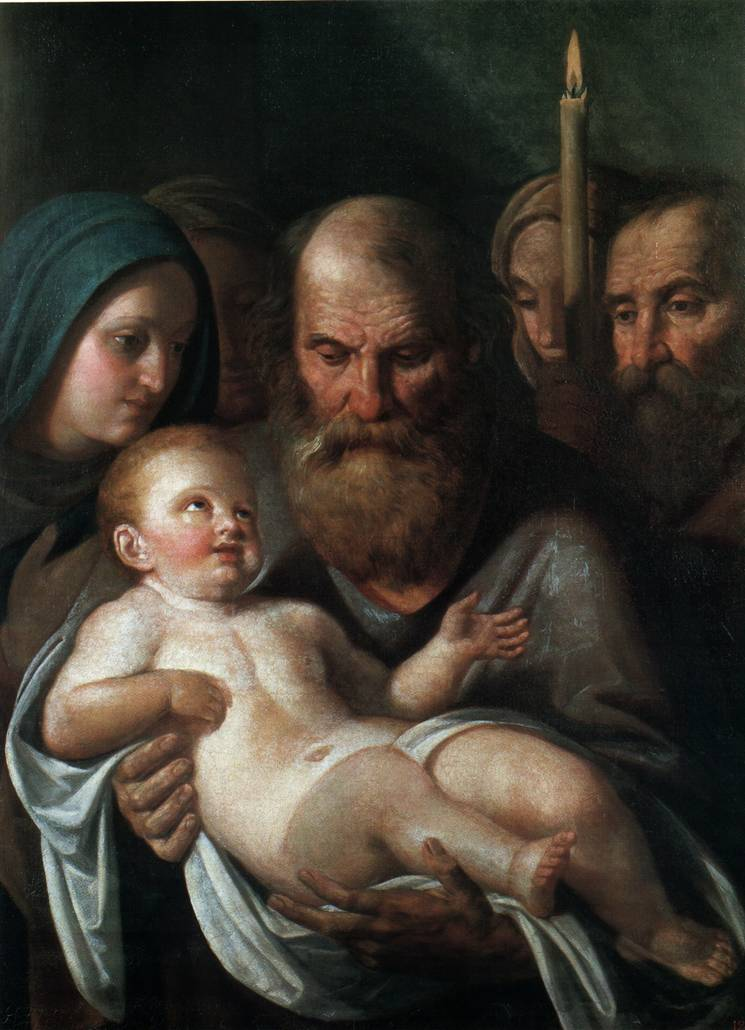
Симеон Богоприємець тримає Ісуса

Пісня Симеона (лат. Nunc dimittis, укр. Нині відпускаєш) — наведені в Євангелії від Луки слова Симеона Богоприємця, які він виголосив у Єрусалимському храмі в день Стрітення (Лк. 2:29–32). Пісня увійшла до складу богослужбових співів християнських церков (Православної, Католицької, Англіканської і ряду давньосхідних).

## Текст
- Українська

Нині відпускаєш раба Твого, Владико за словом Твоїм, з миром,
бо бачили очі мої спасіння Твоє,
яке Ти приготував перед лицем усіх народів,
світло на просвітлення язичників і славу народу Твого, Ізраїля.
- Церковнослов'янська

Нинѣ отпущаєши раба Твоєго, Владыко, по глаголу Твоєму, с миром;
яко видѣста очи мої спасеніє Твоє,
єже єси уготовал пред лицем всѣх людей,
свѣт во откровеніє языком, і славу людей Твоїх Ізраїля.
- Російська

Ныне отпускаешь раба Твоего, Владыко, по слову Твоему, с миром,
ибо видели очи мои спасение Твое,
которое Ты уготовал пред лицом всех народов,
свет к просвещению язычников и славу народа Твоего Израиля.
- Грецька

νῦν ἀπολύεις τὸν δοῦλόν σου, δέσποτα, κατὰ τὸ ῥῆμά σου ἐν εἰρήνῃ•
ὅτι εἶδον οἱ ὀφθαλμοί μου τὸ σωτήριόν σου,
ὃ ἡτοίμασας κατὰ πρόσωπον πάντων τῶν λαῶν,
φῶς εἰς αποκάλυψιν ἐθνῶν καὶ δόξαν λαοῦ σου Ἰσραήλ.
- Латинська

Nunc dimittis servum tuum, Domine, secundum verbum tuum in pace:
Quia viderunt oculi mei salutare tuum
Quod parasti ante faciem omnium populorum:
Lumen ad revelationem gentium, et gloriam plebis tuae Israel.
- Англійська

Master, now you are dismissing your servant in peace, according to your word;
for my eyes have seen your salvation,
which you have prepared in the presence of all peoples,
a light for revelation to the Gentiles and for glory to your people Israel.
Пісня Симеона носить подячний характер. Симеону «було передбачене Духом Святим, що він не побачить смерті, доки не побачить Христа Господнього» (Лк. 2:26) і, дізнавшись про Ісуса-немовля, що мав стати Месією, він вимовляє свої подячні слова до Бога. Пісня Симеона деякими думками і виразами нагадує окремі місця з книги пророка Ісаї (наприклад, 11:10, 42:6 та ін).